# Siavash Kasrai
Siavash Kasrai (سیاوش کسرائی en persan; 25 février 1927, Ispahan – 8 février 1996, Vienne) est un écrivain, poète et critique littéraire iranien. Membre actif du parti communiste iranien Tudeh depuis la fin des années 1940 jusqu'au milieu des années 1980, il quitte les organes dirigeants en 1988-90, et critique ouvertement la politique du parti au milieu des années 1990.

## Biographie
Siavash Kasrai est issu d’une famille de fonctionnaires, impliqués pour certains dans la vie littéraire (son oncle Abdol-Karim Kasrai en particulier). À Téhéran depuis très jeune, Kasrai reçoit son éducation primaire à l’École Adab, son éducation secondaire au Collège Militaire et au Dar-ol Fonoun. Il obtient sa licence de la Faculté de Droit de l’Université de Téhéran en 1950 et accomplit son service national à l’Académie Militaire.
Au début des années 1950, l’Organisation Iranienne de la Coopération Sanitaire, créé dans le cadre du Point Quatre du Programme Truman, confie à Kasrai la direction successive de deux périodiques (Behdashte hamegani dar nahiyeye dariaye Khazar, Zendegi o behdasht). Du milieu des années 1950 jusqu’au début des années 1980, Kasrai s'emploie de façon presque continue dans le service public, à la Banque du Logement, à l’Organisation du Logement, et au Ministère du Logement et de l’Urbanisation. Au début des années 1970, lors d’une suspension d’activité imposée par le Ministère du Logement, le groupe industriel Behshahr lui confie la direction d’un service de conception-rédaction. Parallèlement à ses emplois réguliers, Kasrai accepte des charges de cours aux universités de Téhéran et de Zahedan.
Au lycée, Kasrai fait partie d’un groupe de jeunes nationalistes, dont Darioush Forouhar et Mohsen Pezeshkpour. En 1948, il adhère au parti communiste iranien Tudeh, qu’il soutiendra activement jusqu’à la fin des années 1980. Kasrai est brièvement emprisonné en 1953, à la suite du renversement du premier ministre Mohammad Mossadegh. Il est membre fondateur de l’Association des Écrivains Iraniens, et secrétaire de l’association depuis sa fondation en 1968 jusqu’en 1971. Fin 1977, Kasrai participe aux Dix Nuits de Poésie organisées par l’Institut Goethe de Téhéran, manifestation culturelle aux tonalités dissidentes à la veille de la révolution iranienne. La répression post-révolutionnaire du Tudeh le pousse à l’exil en 1983; il résidera à Kaboul jusqu’en 1987, à Moscou jusqu’en 1995, et à Vienne jusqu’à son décès. Kasrai est élu au bureau politique du Tudeh en 1986; il en démissionne en 1988, et se retire du comité central en 1990. Son amertume à l’égard du communisme s’exprime publiquement dans son dernier recueil de poésie (Mohreye Sorkh), publié en 1995.
Le goût des contacts humains et une éthique de la solidarité sont des traits saillants dans la vie de Kasrai. Il entretient des rapports personnels étroits avec de nombreuses figures littéraires, dont Iradj Afshar, Ahmad-Reza Ahmadi, Houshang Ebtehadj (alias H. E. Sayeh), Mahmoud Etemadzadeh  (alias M. E. Behazin), Forough Farrokhzad, Morteza Keyvan, Nader Naderpour, Shahrokh Meskoub, Fereydoun Moshiri, Brayim Younisi, et Nima Yushij. Du début des années 1960 jusqu’au début des années 1980, le bureau et le domicile de Kasrai sont au quotidien des lieux de rencontres éclectiques.

## Œuvre
L’œuvre de Kasrai comprend, dans l’ordre chronologique des éditions inédites :
- Ava, Téhéran, Nil, 1957.
- Arashe kamanguir, Téhéran, Andishe, 1959.
- Khoune Siavash, Téhéran, Amir Kabir, 1962.
- Ba Damavande khamoush, Téhéran, Sa’eb, 1966.
- Sang o shabnam, Téhéran, Sa’eb, 1966.
- Ba’d az zemestan dar abadiye ma, Téhéran, Kanoune Parvareshe Fekriye Koudakan va Nojavanan, 1967.
- Khanegui, Téhéran, Bina, 1967.
- Tchehreye mardomiye she’re Nima, Université de Zahedan, Polycopié, 1975.
- Be Sorkhiye atash, be ta’me doud, Suède (ville inconnue), Parti Tudeh, 1976. (Publié sous le pseudonyme Shabane Bozorg Omid.)
- Az Ghorogh ta khorouskhan, Téhéran, Maziar, 1978.
- Amrika, Amrika, Téhéran, Elm o Honar, 1979.
- Tchehel kelid, Tehran, Éditions du Parti Tudeh, 1981.
- Tarashehaye tabar, Kaboul, Assemblée Culturelle Pohantoun, 1983.
- Hediyei baraye khak, Londres, Bina, 1984.
- Peyvand, Kaboul, Éditions du Parti Tudeh, 1984.
- Setaregane sepidedam, Londres, Bina, 1989.
- Mohreye sorkh, Vienne, Kara, 1995.
- Dar Havaye morghe amin. Naghdha, goftegouha va dastanha, Téhéran, Ketabe Nader, 2003.
- Havaye aftab. Vapassin soroudeha, Téhéran, Ketabe Nader, 2003.

Ces titres correspondent tous à des recueils de poésies, à l’exception du premier daté de 1967 (un conte pour enfants), celui daté de 1975 (une critique littéraire), et du premier daté de 2003 (un recueil de critiques, entretiens et nouvelles). L’œuvre poétique complète de Kasrai a été publiée en 2005 à Téhéran aux éditions Ketabe Nader en un volume in-octavo de 773 pages, sous le titre Az ava ta havaye aftab.
Kasrai se fait connaitre du grand public avec son deuxième recueil, Arashe kamanguir. Archer de légende figurant dans l’œuvre de Ferdowsi, Arash sauve sa patrie de l’humiliation et des misères de la défaite, d’un tir de flèche chargée de son âme, survolant les territoires perdus et rétablissant les frontières. S’appuyant sur cette base classique, Kasrai apporte une dimension épique à la nouvelle vague poétique (la poésie dans le style de Nima Yushij ou, plus généralement, la “nouvelle poésie”  persane). À cela s’ajoute une allusion ou un message politique, sous forme d’une dédicace à la mémoire de Khosrow Rouzbeh, officier d’extrême gauche exécuté en 1958. Purgée de sa dédicace et en dépit des faiblesses techniques relevées par certains, Arashe kamanguir est un des rares poèmes contemporains à avoir trouvé place dans les livres d’école.
Mohreye Sorkh, dernière œuvre publiée du vivant de Kasrai, est le pendant sombre d’Arashe kamanguir. Comme Arashe kamanguir, Mohreye sorkh est une épopée dans le style de la “nouvelle poésie” persane, en fait une suite moderne au Rostam et Sohrab de Ferdowsi, et chargée d’un propos politique. Mais alors qu’Arashe kamanguir parle de sacrifice et de salut, Mohreye sorkh parle de compromis et de perdition. Publié après la rupture de Kasrai avec le parti Tudeh, et après son départ de Moscou pour Vienne, Mohreye sorkh est une amende honorable. En effet, Kasrai évoque en préface les souffrances de ses concitoyens et décrit ainsi le thème de son travail : “Il s’agit des erreurs graves de gens bien intentionnés, dont la fascination prend le pas sur le savoir et qui, à la hâte et à courte vue, mènent à la destruction. Leur reste alors le tribut à payer.”

## Sources
- Abedi, Kamyar, Shabane bozorge omid. Barresiye zendegi va asare Siavashe Kasrai, Téhéran, Ketabe Nader, 2000.
- Abedi, Kamyar, Kasra’i, Siavash, in Encyclopaedia iranica, sous la direction d’Ehsan Yarshater et alii, édition online.
- Kasrai, Siavash, notes autobiographiques, archives de la famille Kasrai, sans date, probablement du milieu des années 1980.
- Kasrai, Siavash, communication au plénum d’avril 1990 du comité central du parti Tudeh, archives de la famille Kasrai.
- Kasrai, Siavash, Mohreye sorkh, Vienne, Kara, 1995. Réédition, Téhéran, Ketabe Nader, 2003.